# Mingxing (köpinghuvudort i Kina, Hubei Sheng, lat 29,68, long 109,27)
Mingxing är en köpinghuvudort i Kina. Den ligger i provinsen Hubei, i den centrala delen av landet, omkring 490 kilometer väster om provinshuvudstaden Wuhan. Antalet invånare är 10 804. Befolkningen består av 5 270 kvinnor och 5 534 män. Barn under 15 år utgör 20,0 %, vuxna 15-64 år 64 %, och äldre över 65 år 14,0 %.
Runt Mingxing är det tätbefolkat, med 308 invånare per kvadratkilometer. Närmaste större samhälle är Gaoleshan, 12,2 km väster om Mingxing. I omgivningarna runt Mingxing växer i huvudsak blandskog.
Genomsnittlig årsnederbörd är 1 647 millimeter. Den regnigaste månaden är september, med i genomsnitt 269 mm nederbörd, och den torraste är december, med 17 mm nederbörd.